# Cathédrale Saint-Sauveur de Mbanza-Kongo
Cette  cathédrale n’est pas la seule cathédrale Saint-Sauveur.
La cathédrale Saint-Sauveur de Mbanza-Kongo est une ancienne cathédrale en ruines, construite à la fin du XVe siècle dans la capitale de l'ancien royaume du Kongo, devenue aujourd’hui Mbanza-Kongo en Angola. Elle est l'une des plus anciennes cathédrales catholiques d'Afrique subsaharienne, sinon la plus ancienne.
Elle est aussi appelée cathédrale de Saint-Sauveur-du-Congo (en portugais : Sé Catedral de São Salvador do Congo), en référence à l’ancien nom de la ville, Saint-Sauveur-du-Congo ; ou localement par son nom en kikongo, kulumbimbi.
Conçue à l'origine comme simple église, elle est construite en 1491, plus précisément entre le 6 mai 1491 et le 6 juillet 1491 selon les documents de l'époque. Elle est réparée et agrandie vers 1534. Vers 1570, elle est brûlée par les Jaga lorsqu'ils s'emparent brièvement de la ville, puis elle est reconstruite en même temps que la ville, laquelle prend le nom de São Salvador.
Elle devient cathédrale en 1596, sous le règne d'Alvare II du Kongo. En 1613, ce dernier demande au roi du Portugal, par l'entremise du pape Paul V, de prendre en charge le coût des évêques et chanoines de la cathédrale[réf. souhaitée].
La ville est mise à sac plusieurs fois durant la guerre civile qui suit la bataille d'Ambuila en 1665, une première fois en 1668, puis la ville est abandonnée en 1678, après avoir été détruite par les troupes du prétendant au trône Pierre III du Kongo, laissant l'édifice en ruine,. 
De nos jours, il n'en reste que l'autel.